# Manuel López de Santa Anna
Pour les articles homonymes, voir López et Santa Anna.
 (décembre 2019).
Le contenu est difficilement compréhensible vu les erreurs de traduction, qui sont peut-être dues à l'utilisation d'un logiciel de traduction automatique.
 (juillet 2023).
Si vous disposez d'ouvrages ou d'articles de référence ou si vous connaissez des sites web de qualité traitant du thème abordé ici, merci de compléter l'article en donnant les références utiles à sa vérifiabilité et en les liant à la section « Notes et références ».
Manuel López de Santa Anna García, né le 24 mai 1836 à Mexico et mort le 10 février 1895 dans la même ville, est un militaire et homme politique mexicain, fils d'Antonio López de Santa Anna.

## Biographie
Manuel María Rafael Susano López de Santa Anna García est né le 24 mai 1836 à Mexico. Il est le premier fils du général Antonio López de Santa Anna, président du Mexique, et de sa première épouse, Inés de la Paz García. Il est baptisé le 29 mai, en la cathédrale métropolitaine de Mexico, et a comme parrain et marraine le vice-président Valentín Gómez Farías et son épouse Isabel López.[réf. nécessaire]
En 1850, il débute, sous les ordres de son père, une carrière dans l'armée et obtient le grade de capitaine puis de colonel. Lorsque son père prend la qualité d’Altesse Sérénissime, l'armée lui confère le rang de commandant.
Santa Anna continue la pratique des gouvernements précédents en versant de fortes sommes aux politiques et aux militaires pour s'assurer de leur loyauté.[réf. nécessaire] Mais en août 1855, républicains conservateurs et libéraux s'unissent une nouvelle fois[Information douteuse], et avec l'aide des troupes de résistants[Lesquels ?], déclenchent la révolution d'Ayutla qui renverse Santa Anna qui doit s'enfuir à Cuba puis à nouveau en Colombie. Des caciques puissants et respectés tels que Santiago Vidaurri au Nuevo León et Manuel Doblado (es) dans le Guanajuato se joignent à ses opposants et leur fournissent des troupes.L'étendue de sa corruption est rendue publique, il est jugé par contumace pour trahison et ses biens au Mexique sont confisqués.[réf. nécessaire]
En 1874, Manuel López de Santa Anna revient au Mexique avec sa famille. Son père meurt en 1876. Santa Anna débute alors une carrière politique et soutient la politique du général Porfirio Díaz.
En 1884, il est élu sénateur sous l'étiquette du parti national porfiriste. Il est ensuite réélu en 1888 et 1892, et meurt durant son troisième mandat en 1895.

## Vie privée
Le 14 juillet 1866, il épouse Victoriana Cortés y Borbón, descendante du roi Philippe V d'Espagne. Le couple a deux filles : Soledad López de Santa Anna Cortés Borbón et Agustina Rosa López de Santa Anna Cortés Borbón[réf. nécessaire].